# سیارک ۱۵۵۷۴
سیارک ۱۵۵۷۴ (به انگلیسی: 15574 Stephaniehass، نامگذاری:2000GF66) پانزده هزار و پانصد و هفتاد و چهارمین سیارک کشف شده‌است که در ۵ آوریل ۲۰۰۰ کشف شد.
قدر مطلق سیارک برابر ۱۵.۵ است.